# Aetius (genre)
Pour les articles homonymes, voir Aétios.
Genre
Aetius est un genre d'araignées aranéomorphes de la famille des Corinnidae.

## Distribution
Les espèces de ce genre se rencontrent en Asie du Sud-Est, en Asie de l'Est, en Asie du Sud et en Côte d'Ivoire.

## Liste des espèces
Selon World Spider Catalog (version 23.5, 05/01/2023) :
- Aetius bicuspidatus Yamasaki, 2020
- Aetius decollatus O. Pickard-Cambridge, 1897
- Aetius maculatus Zhang, Mu & Zhang, 2022
- Aetius nocturnus Deeleman-Reinhold, 2001
- Aetius tuberculatus (Haddad, 2013)

## Systématique et taxinomie
Ce genre a été décrit par O. Pickard-Cambridge en 1897 dans les Myrmecidae.

## Publication originale
- O. Pickard-Cambridge, 1897 : « On some new and little-known spiders (Araneidae). » Proceedings of the Zoological Society of London, vol. 1896, p. 1006-1012 (texte intégral) (en).